# Бехадин Ахметовић
Бехадин Ахметовић (1935) је српски књижевник, публициста и песник горанског порекла чији је рад углавном везан за културу и историју Горанаца. Потиче из Драгаша.

## Дела
- Гора и Горанци, Интер Ју Прес, Београд, 1998
- Гора и горанска самоуправа, самоиздат, 2003
- Песме о Гори - поезија,  Алтера, Београд, 2009
- Стихови о Гори и за Гору, Борча, 2010
- Казивања и стихови о Гори и за Гору 2, Гораграф, Земун 2013
- Чудотворна Гора и Малић Пеливановић, Београд, 2015, о чувеном посластичару из породице Пеливановић.[2]
- Јусуф и Џемиља, Београд, 2016
- Дан кад је небо плакало над Гором - роман, 2017
- Зборење римованим језиком - поезија, 2017
- Нешто се десило, а нешто се прича, 2018
- Сведок - документарна проза, 2020
- И патња, и љубав, 2021
- Бука, 2022.[3]

Гостовао је у емисији Радио-телевизије Србије Блага Косова и Метохије посвећеној Гори. Политички је активан као потпредседник Грађанске иницијативе Горанаца.